# Municipio de Bates (Míchigan)
El municipio de Bates (en inglés: Bates Township) es un municipio ubicado en el condado de Iron en el estado estadounidense de Míchigan. En el año 2010 tenía una población de 921 habitantes y una densidad poblacional de 2,71 personas por km².

## Geografía
El municipio de Bates se encuentra ubicado en las coordenadas 46°14′43″N 88°37′1″O / 46.24528, -88.61694. Según la Oficina del Censo de los Estados Unidos, el municipio tiene una superficie total de 340.48 km², de la cual 325,54 km² corresponden a tierra firme y (4,39 %) 14,94 km² es agua.

## Demografía
Según el censo de 2010, había 921 personas residiendo en el municipio de Bates. La densidad de población era de 2,71 hab./km². De los 921 habitantes, el municipio de Bates estaba compuesto por el 97,18 % blancos, el 0,43 % eran amerindios, el 0,43 % eran asiáticos, el 0,54 % eran de otras razas y el 1,41 % eran de una mezcla de razas. Del total de la población el 1,63 % eran hispanos o latinos de cualquier raza.